# Cyathelia
Genre
Cyathelia est un genre de coraux durs de la famille des Oculinidae.

## Liste d'espèces
Le genre Cyathelia comprend, selon ITIS (11 juillet 2015) et World Register of Marine Species (11 juillet 2015) l'espèce suivante :
- Cyathelia axillaris (Ellis & Solander, 1786)